# 北宇都宮拡幅
北宇都宮拡幅（きたうつのみやかくふく）は栃木県宇都宮市から栃木県塩谷郡高根沢町に至る国道4号の改良事業である。
国道4号は宇都宮市街地を通る主要幹線道路であり、近年の産業経済の発展、人口の集中、更には新4号国道の全線開通や宇都宮環状道路の整備等により交通量は著しく増大し、各地域において交通渋滞を招いていた。
北宇都宮拡幅は、それまで2車線だった現道を4車線とする現道拡幅事業であり、渋滞緩和、県北地域へのアクセス強化を目的として事業が進められた。
北宇都宮拡幅の事業の進捗に合わせ、高根沢町では宅地開発、土地区画整理事業、関連道路の整備等が進み、沿線地域の発展に寄与した。また事故率や騒音レベルが大きく減少した。

## 概要
- 起点：栃木県宇都宮市平出工業団地（=新4号国道石橋宇都宮バイパス、国道4号現道、国道119号豊郷バイパス交点）
- 終点：栃木県塩谷郡高根沢町上阿久津
- 全長：9.0km
- 幅員：25.0m
- 構造規格：第3種1級
- 設計速度：80km/h
- 車線：全線片側2車線
- 全体事業費：約150億円

## 沿革
- 1972年度：起点‐塩谷郡高根沢町宝積寺間5.1km事業化
- 1985年度：起点‐下岡本交差点間0.75kmが4車線供用開始
- 1989年5月16日：鬼怒川橋新橋（下り）供用開始・新鬼怒川橋（上り専用化）とあわせて鬼怒川渡河部2.05km（河内郡河内町東岡本（現宇都宮市東岡本町）-高根沢町宝積寺間）が4車線供用開始
- 1989年度：高根沢町宝積寺‐終点間3.9km事業化
- 1991年度：下岡本交差点‐河内町東岡本間2.3kmが4車線供用開始
- 2004年3月：高根沢町宝積寺‐終点間4車線化完了、全区間4車線供用開始

9.0kmという長い区間の現道拡幅事業であり、整備効果を早期に発現するため、順次4車線化を進めた。
先ずは、交通需要が高く渋滞の著しい宇都宮市側及び鬼怒川渡河断面部の交通容量を確保するためにそこから順次4車線化を進め、1991年度までに鬼怒川渡河以南の5.1kmを4車線で供用開始した。
その後、鬼怒川以北3.9kmの4車線化を進め、2004年3月に全ての事業が完了し、全区間4車線供用開始となった。

## 交差する主な道路
- 国道119号豊郷バイパス（宇都宮環状道路）
- 新4号国道石橋宇都宮バイパス（宇都宮環状道路）
- 栃木県道73号上横倉下岡本線（下岡本交差点）
- 栃木県道158号下岡本上三川線
- 国道408号（宝積寺交差点）
- 栃木県道10号宇都宮那須烏山線（宝積寺交差点）

国道408号と県道10号と交差する宝積寺交差点では、交通が集中する朝の時間に宇都宮から烏山町や真岡市方面への渋滞が最大で1800m発生するなど、それまで慢性的な渋滞が続いていた。そのため、拡幅事業と平行して右折、直進左折レーンの延伸工事を行い、交差点の線形を改良する工事を行った。

## 沿線施設
- 三菱重工精密鋳造
- 三菱製鋼宇都宮製作所
- 宇都宮木材栃木工場
- 日通商事宇都宮LSセンター
- 栃木明治牛乳
- カトーレック宇都宮支社
- 栃木県畜産会館
- 東北本線岡本駅
- 宇都宮市立岡本小学校

## 関連事項
- 国道4号
- 日本のバイパス道路一覧